# Jónatan Ingi Jónsson
Jónatan Ingi Jónsson (Hafnarfjörður, 15 de marzo de 1999) es un futbolista islandés que juega en la demarcación de extremo para el Valur Reykjavík de la Úrvalsdeild Karla.

## Selección nacional
Tras jugar en varias categorías inferiores de la selección, finalmente debutó con la selección de fútbol de Islandia el 6 de noviembre de 2022. Lo hizo en un partido amistoso contra Arabia Saudita que finalizó con un resultado de 0-1 a favor del combinado saudita tras un gol de Saud Abdulhamid.

## Clubes
| Club             | País     | Año       | Partidos | Goles |
| ---------------- | -------- | --------- | -------- | ----- |
| FH Hafnarfjörður | Islandia | 2018-2022 | 89       | 13    |
| Sogndal Fotball  | Noruega  | 2022-2024 | 68       | 18    |
| Valur Reykjavík  | Islandia | 2024-     | 35       | 13    |